# Wymysłów (powiat opolski)
Wymysłów – wieś w Polsce położona w województwie lubelskim, w powiecie opolskim, w gminie Karczmiska.
W latach 1975–1998 miejscowość należała administracyjnie do województwa lubelskiego. Nadal należy.
Wieś stanowi sołectwo w gminie Karczmiska. Według Narodowego Spisu Powszechnego z roku 2011 wieś liczyła 217 mieszkańców.
Wierni Kościoła rzymskokatolickiego należą do parafii św. Wawrzyńca w Karczmiskach.

## Historia
Folwark powstał w drugiej połowie XIX wieku. W 1873 roku został oddzielony od dóbr Niezabitów i stał się samodzielnym folwarkiem. W 1892 roku było w nim 5 murowanych budynków i 2 drewniane. Obszar folwarku wynosił 281 mórg ziemi.. 
Według spisu powszechnego z roku 1921 Wymysłów dzielił się na dwie części na Wymysłów kolonię liczącą 42 domy i 287 mieszkańców oraz Wymysłów stację kolejową z 1 domem i 3 mieszkańcami.